# Józef Trzeciak

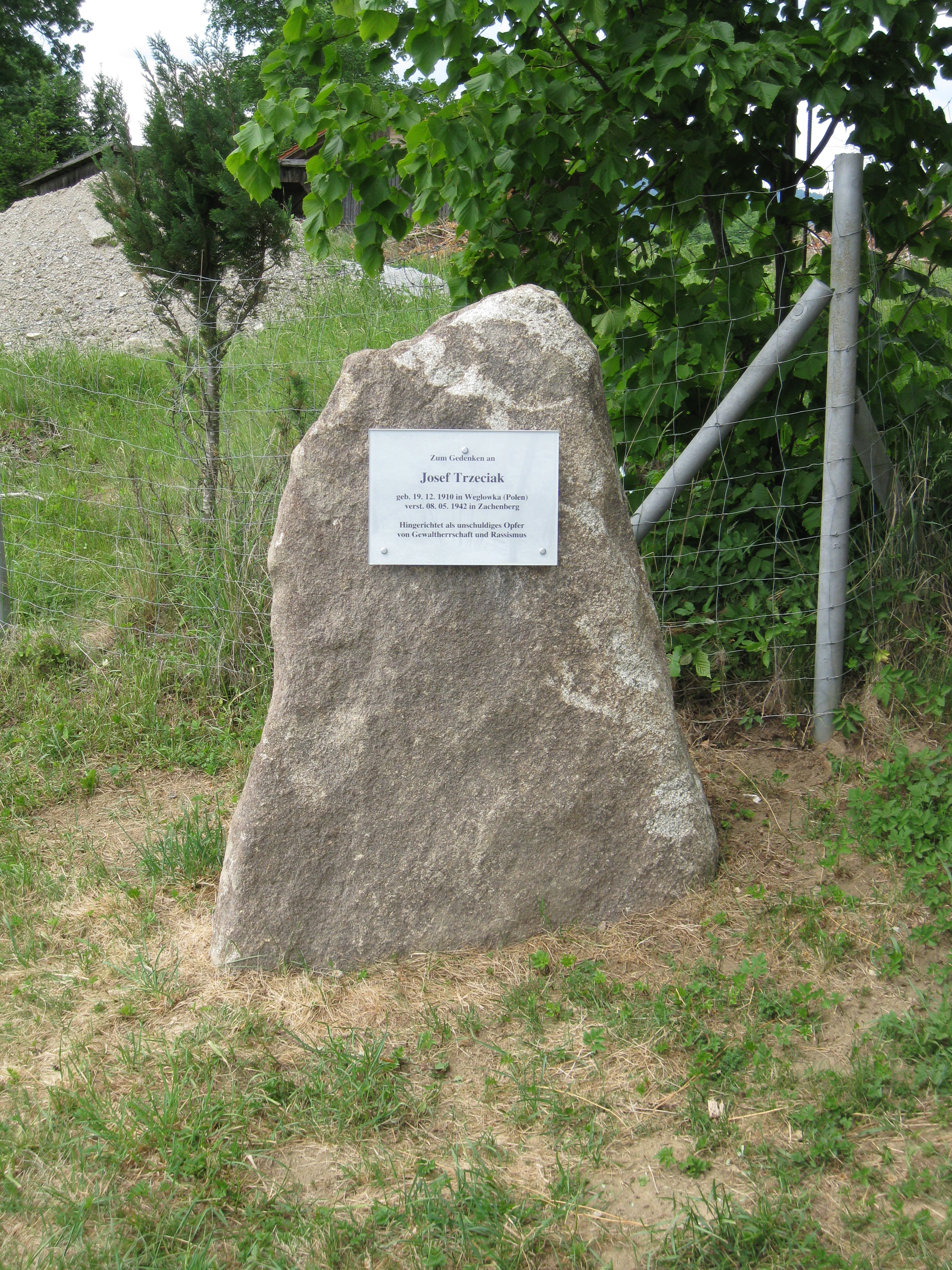
Gedenkstein für Josef Trzeciak; die Inschrift lautet: Hingerichtet als unschuldiges Opfer von Gewaltherrschaft und Rassismus.

Józef Trzeciak (* 19. Dezember 1910 in Węglówka; † 8. Mai 1942 in Zachenberg, deutsch: Josef Trzeciak) war ein polnischer Zwangsarbeiter, der 1942 wegen der Liebesbeziehung zu einer Deutschen hingerichtet wurde. Im Jahr 2012 wurde ihm 70 Jahre nach seiner Hinrichtung in Zachenberg ein Denkmal gewidmet.

## Leben
Nach Aussagen von Zeitzeugen kam Józef Trzeciak im Jahr 1940 auf einen Bauernhof in Leuthen, einem Ortsteil der niederbayerischen Gemeinde Zachenberg, wo er die damals 16-jährige Enkelin des Bauern, bei dem er arbeitete, kennenlernte und eine Liebesbeziehung zu ihr begann. Am 9. August 1941 wurde das Paar verhaftet und von der Polizei vernommen. Eine ärztliche Untersuchung ergab, dass seine minderjährige Freundin im dritten Monat schwanger war. Die Freundin wurde zunächst für drei Monate in das Gefängnis in Deggendorf eingeliefert und dann zur Entbindung wieder freigelassen. Am 9. Januar 1942 kam ihr Kind, eine Tochter, zur Welt, das auf den Namen Rosa getauft wurde. Nach der Geburt blieb die Mutter zunächst zu Hause in Leuthen. Im Juli 1942 wurde sie wieder festgenommen und in das KZ Ravensbrück eingeliefert. Im Juli 1944 kam sie aus dem Konzentrationslager, wo sie in der Küche gearbeitet hatte, frei, und kehrte nach Zachenberg zurück.
Am 8. Mai 1942 wurde der Vater des Kindes, Józef Trzeciak, an einem Waldrand etwa 300 Meter westlich von Zachenberg an einem fahrbaren Galgen erhängt. Gegen drei beteiligte Gestapo-Beamte wurde in den 1950er-Jahren wegen Beihilfe zum Mord ermittelt. Die Tochter Rosa lebt heute (2012) in Nordrhein-Westfalen. Sie erfuhr erst durch die Recherchen des Journalisten Thomas Muggenthaler von den Geschehnissen. Ihre Mutter starb im Jahr 2002.

## Aufdeckung des Falles
Durch Recherchen des Regensburger BR-Journalisten Thomas Muggenthaler über diese und ähnliche Fälle kam das Verbrechen ans Licht. Im Staatsarchiv Amberg stieß Muggenthaler auf Akten, die für den Zeitraum von April 1941 bis April 1943 allein in Niederbayern und der Oberpfalz 22 Hinrichtungen polnischer Zwangsarbeiter wegen verbotener Beziehungen zu deutschen Frauen nachweisen. Seit dem Jahr 1940 bedrohten die sogenannten Polen-Erlasse Liebesbeziehungen zwischen Zwangsarbeitern und deutschen Frauen mit dem Tode. Muggenthaler berichtete über diese Fälle zuerst 2003 in einer Hörfunk-Sendung mit dem Titel Verbrechen Liebe und veröffentlichte im Jahr 2010 ein gleichnamiges Buch zum Thema.